# Lucien Vidie
Lucien Vidie (Nantes, 29 de janeiro de 180 — Paris, 6 de abril de 1866), por vezes referido como Lucien Vidi, foi um físico e engenheiro que se notabilizou como o inventor, em 1844, da cápsula de Vidie, sensor em que assenta a construção dos barómetros aneroides, altímetros, variómetros e múltiplos outros instrumentos destinados a medir a pressão atmosférica (ou genericamente a pressão de um gás) e a sua variação.

## A invenção do aneroide
Inicialmente trabalhando como engenheiro de motores a vapor, Lucien Vidie ficou fascinado pelas suas pesquisas sobre o barómetro, nas quais gastou todos os seus bens para financiar as suas investigações, que só pôde prosseguir graças a um amigo, Pierre Armand Lecomte de Fontainmoreau, proprietário de um gabinete de patentes em Paris e Londres. Após o sucesso da sua invenção, conseguiu fazê-la frutificar e acabou por ficar à frente de uma bela fortuna. Mas os numerosos processos judiciais contra a sua invenção perturbaram a calma da sua vida e transformaram-no no misantropo que permaneceu até ao fim da sua vida. Em particular, teve de enfrentar vários processos contra o engenheiro e inventor Eugène Bourdon, que em 1849 concebeu um barómetro utilizando uma variante da cápsula de Vidie, simplesmente substituída por um tubo achatado. Esta batalha judicial, que começou em 1852, só terminou em 1858, com a vitória de Lucien Vidie.
Segundo algumas fontes, a sua morte foi causada pelo seu hábito de se tratar com hidroterapia, um hábito levado ao ponto de tomar banhos de mar mesmo em pleno inverno.